# Юбилейное (Чечня)
Юбиле́йное (чечен. Юбилейни) — село в Наурском районе Чеченской Республики. Входит в Левобережненское сельское поселение.

## География

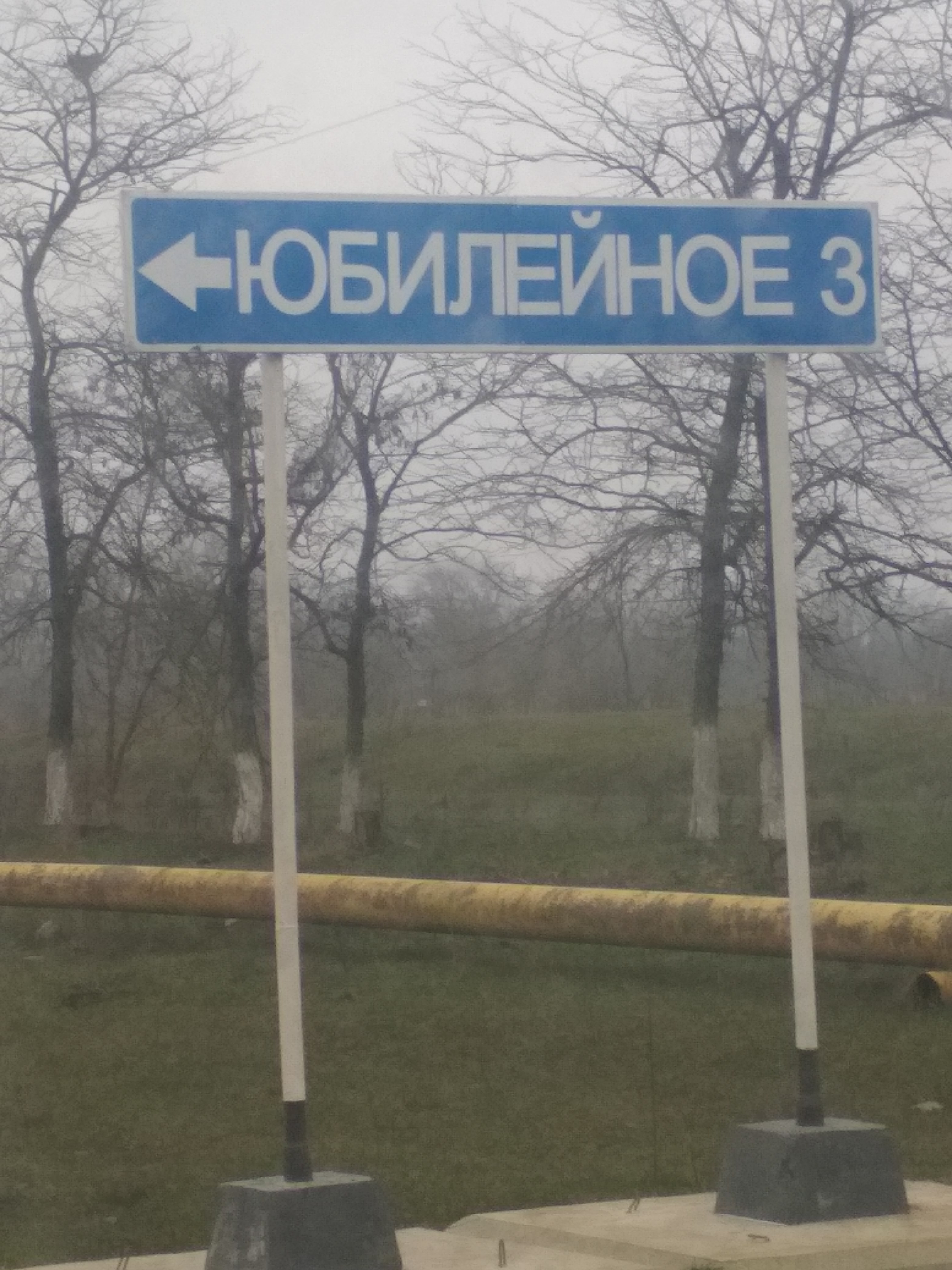
По дороге в село Юбилейное

Расположено на левом берегу реки Терек, на юго-востоке от районного центра станицы Наурской.
Ближайшие населённые пункты: на северо-востоке — село Фрунзенское, на северо-западе — село Ульяновское, на западе — село Новотерское, на юге — село Левобережное, на востоке — село Новое Солкушино.

## История
Основано как посёлок отделения винсовхоза «Комсомольский». Указом Президиума Верховного Совета РСФСР от 24 августа 1977 года в честь юбилея — 60-летия Октябрьской революции — посёлок базы отделения № 2 винсовхоза «Комсомольский» переименован в село Юбилейное.

## Население
| 1990 | 2002 | 2010 |
| ---- | ---- | ---- |
| 596  | ↘482 | ↗796 |

По данным 1984 года население села приблизительно составляло 590 человек. Согласно переписи 2002 года, в Юбилейном проживало 242 мужчины и 240 женщин, 99 % населения составляли чеченцы.